# 劉青 (田徑運動員)
劉青（1986年4月28日—）是中國田徑運動員，1998年在大同體校訓練，2001年9月加盟大同體育運動學校（省奧運後備人才訓練基地）。2005年入選國家隊，教練為曹振水，主攻800公尺和1500公尺。

## 外部連結
- 劉青在的頁面